# Leptothorax spinosus
Leptothorax spinosus är en myrart som beskrevs av Auguste-Henri Forel 1909. Leptothorax spinosus ingår i släktet smalmyror, och familjen myror. Inga underarter finns listade i Catalogue of Life.